# 林晃 (清朝)
林晃為中國清朝武官官員，本籍福建。武生員出身的林晃於1783年（乾隆48年）以本標左營游擊職位奉旨接替柯俊，於台灣地區擔任澎湖水師協副將。而隸屬台灣鎮之下的此官職職等為正二品，是台灣清治時期的這階段，扼守台灣海峽的重要武將，並統帥兩標水營，數千名水師兵勇。
| 前任： 柯俊 | 澎湖水師協副將 1783年上任 | 繼任： 葉巨剛 |